# Noua Guinee
Noua Guinee este o insulă situată în Oceanul Pacific, în apropiere de ecuator în nordul Australiei de care o separă Strâmtoarea Torres, Timor se află la 1100 de km vest de Noua Guinee. Partea de vest a insulei Papua de vest după războiul din 1963 aparține de Indonezia, iar partea de est a insulei în anul 1975 se declară independentă sub numele de Papua Noua Guinee. Noua Guinee are teritorii întinse de păduri ecuatoriale, cu o faună și o floră foarte variate, peste 11 000 de specii de plante, între 500 - 600 specii de păsări, 400 de specii de amfibii, 455 specii de fluturi tropicali și 180 specii de mamifere ca și nenumărate reptile și insecte. Regiunea submarină din jurul insulei este bogată în corali. Biodiversitatea insulei cu peste o mie de popoare indigene s-ar putea compara numai cu regiunea Amazonului.
Fluviile mai importante de pe insulă sunt:  Fly (1.120 km), Sepik (1.126 km) și Mamberamo.
Munți mai înalți în vest  munții „Maoke” cu piscul „Puncak Jaya” ( 4.884 m) și în est munții „Bismarck” cu piscul Mount Wilhelm (4.509 m).
Noua Guinee este a doua insulă din lume ca mărime după Groenlanda acoperind o suprafață de 786,000 km2. Situată în sud-vestul Oceanul Pacific, se află din punct de vedere geografic în partea de est a Arhipelagului Malay, împreună cu care este uneori inclusă ca parte a mai marelui Arhipelag Indo-australian.[1] Din punct de vedere geologic aparține aceluiași segment al plăcilor tectonice ca Australia iar atunci când nivelul mărilor este scăzut, cele două prezintă un țărm comun(care se află în prezent între 100 - 140 de metri sub nivelul mării) [2], împreună cu terenurile acum inundate în continentul tectonic Sahul, [3], [4], cunoscut de asemenea sub numele de Marea Australie. [ 5] Cele două teritorii s-au separat când zona acum cunoscută sub numele de Strâmtoarea Torres a fost inundată la sfârșitul ultimei ere glaciare.
Antropologic este considerată ca făcând parte din Melanezia. Din punct de vedere politic, jumătatea vestică a insulei cuprinde două provincii indoneziene: Papua și Papua de Vest . Jumătatea de est formează partea continentală a Papua Noua Guinee. Noua Guinee are o populație de aproape 7,5 milioane locuitori care luptă împotriva unui climat umed, cald și ploios și a unei jungle care acoperă zonele montane înalte, cu versanți abrupți coborând rapid către coasta maritimă. Ploile severe care cad în mai multe serii în toate anotimpurile, conduc la o densitate foarte scăzută a populației (8 locuitori / km2).

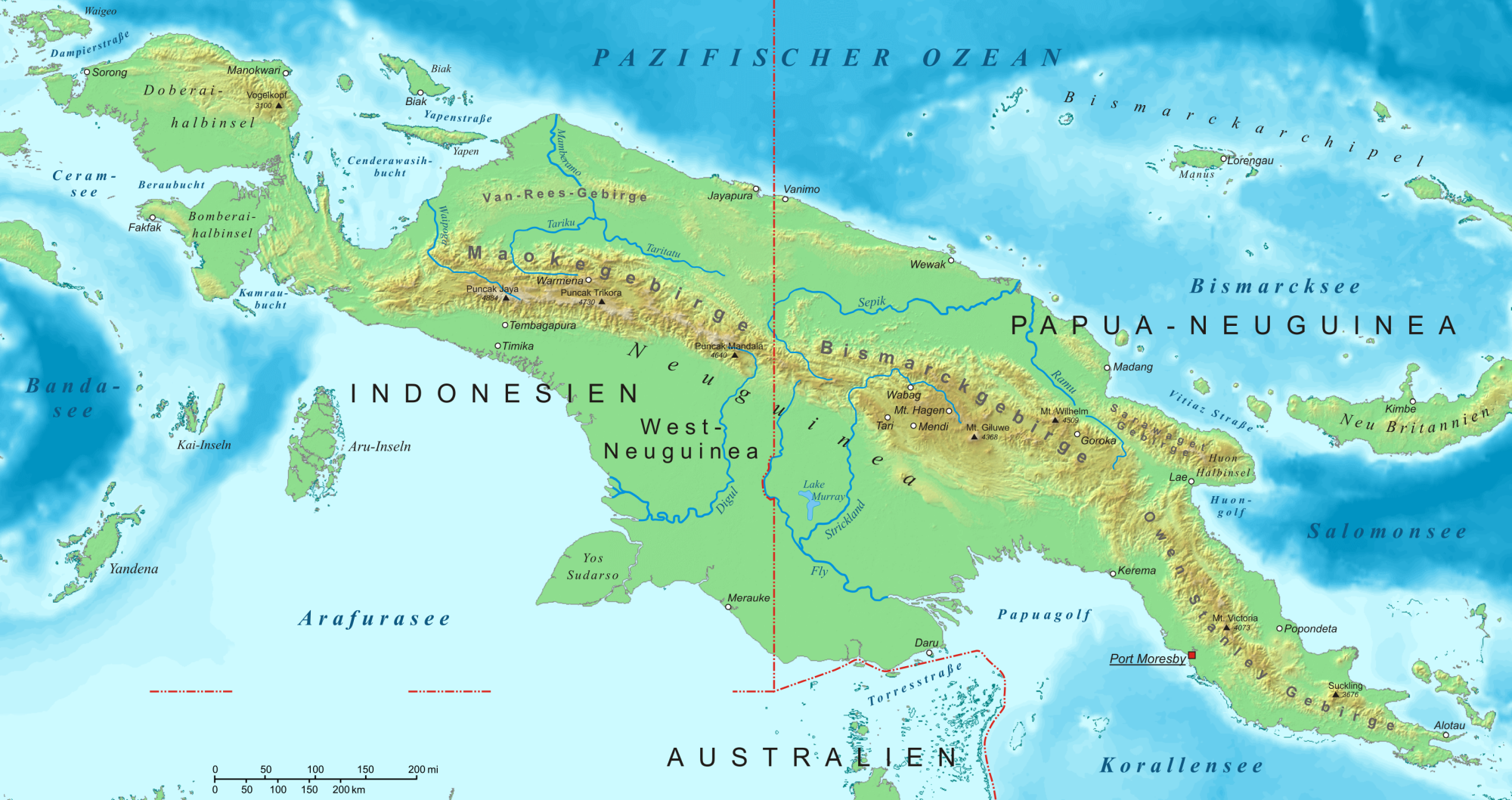
g

Noua Guinee se diferențiază de perechea sa mai din sud, Australia, care prezintă zone mai uscate, mai plate, [6] și mai puțin fertile [7] [8] , prin precipitațiile sale mult mai mari și prin activitatea vulcanică mai intensă, având drept cel mai înalt punct său Puncak Jaya, care ajunge la o altitudine de 4884 m (16023 ft). Cu toate acestea, cele două teritorii prezintă o faună similară, cu marsupiale, inclusiv wallabies, possums, monotreme care depun oua, anteater cu spini sau echidna . În afara liliecilor și a două duzini de tipuri indigene de rozătoare, [9] nu exista soiuri indigene de mamifere placentare. Porci împreună cu mai multe specii de șobolani și strămoșul câinelui cântăreț de Noua Guinee au fost introduse de coloniști.
Prezența omului pe insulă datează de cel puțin 40 de mii ani întinzându-se până la cele mai vechi migrații umane din Africa. Cercetările indică faptul ca în zonele muntoase au existat comunități timpurii autonome având drept activitate agricultura, indiciile despre irigație mergând până într-o epocă având cel puțin 10.000 de ani vechime. [10] Având în vedere vechimea indiciilor locuirii sale și peisajul extrem de fracționat, un număr neobișnuit de mare de limbi sunt vorbite pe insulă, aproximativ 1.000 (o cifră mai mare decât cea de pe cele mai multe continente) fiind catalogate dintre cele 6.000 de dialecte umane pre-columbiene existente la nivel mondial. Cele mai multe sunt clasificate ca limbi papuașe, iar un număr de limbi austroneziene sunt vorbite pe coastă și pe insule.

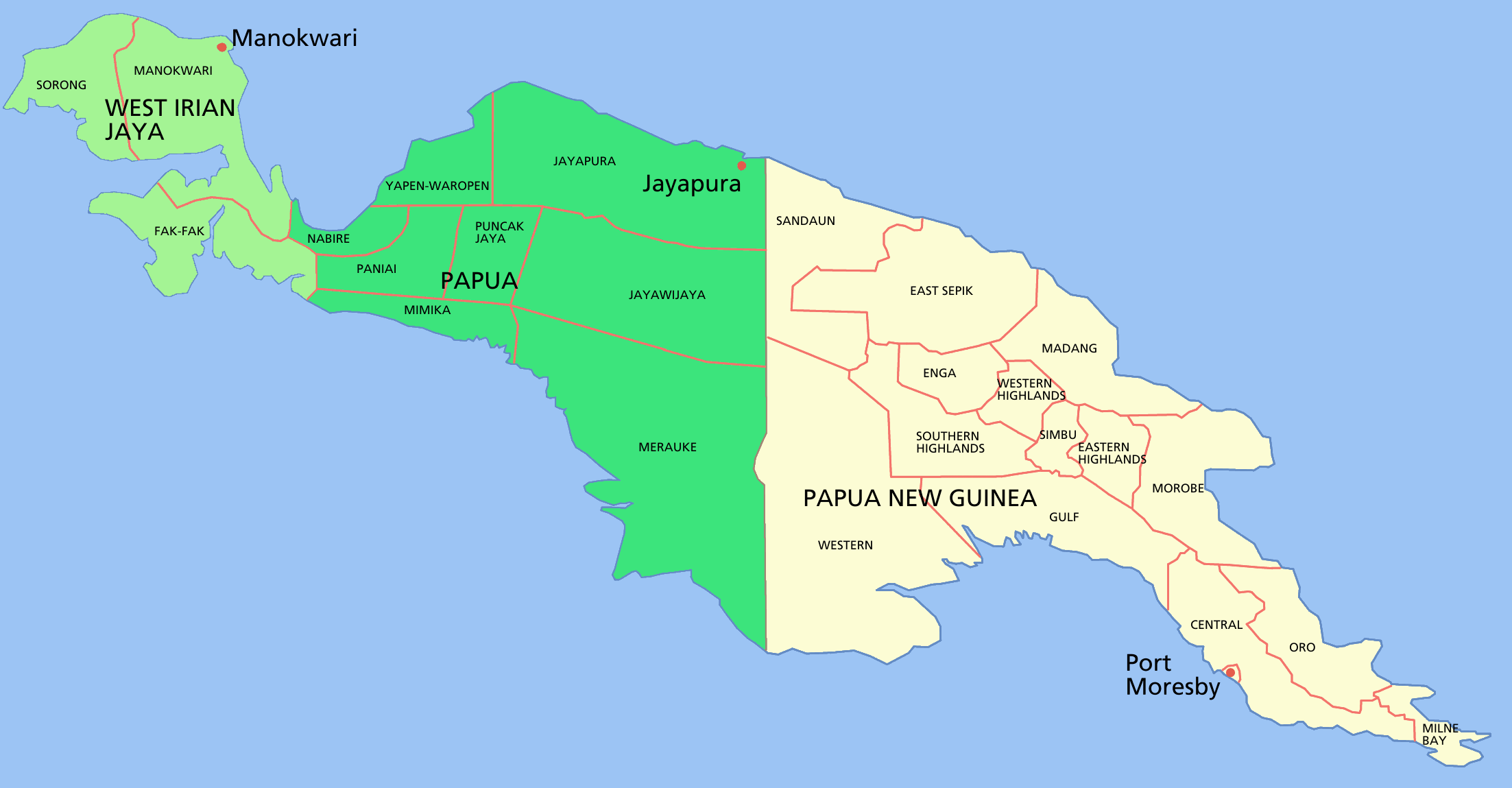
Diviziunile politice ale Noii Guinee

În secolul al 16-lea exploratorii spanioli au descoperit insula și a numit-o Nueva Guinea. În istoria recentă partea de vesta Noii Guinee a fost inclusă în coloniile Indiile Olandeze de Est. Germanii anexat coasta de nord a jumătății de est a insulei Noua Guinee Germană în efortul lor de anterior Primul Război Mondial de a se dezvolta într-o putere colonială. După Tratatul de la Versailles , partea germană a fost acordat Australiei (care deja solicitaseră sud-estul, numit Teritoriului din Papua) ca mandatată de Liga Națiunilor. Jumătății de est a insulei i-a fost acordată independența de Australia în 1975 sub denumirea de Papua Noua Guinee. Jumătatea vestică și-a câștigat independența de olandezi în 1961, devenind o parte din Indonezia curând după aceea, în circumstanțe controversate. [11] 
Insula Noua Guinee este împărțită în jumătăți aproximativ egale de-a lungul liniei Nord-Sud:

## Galerie de imagini

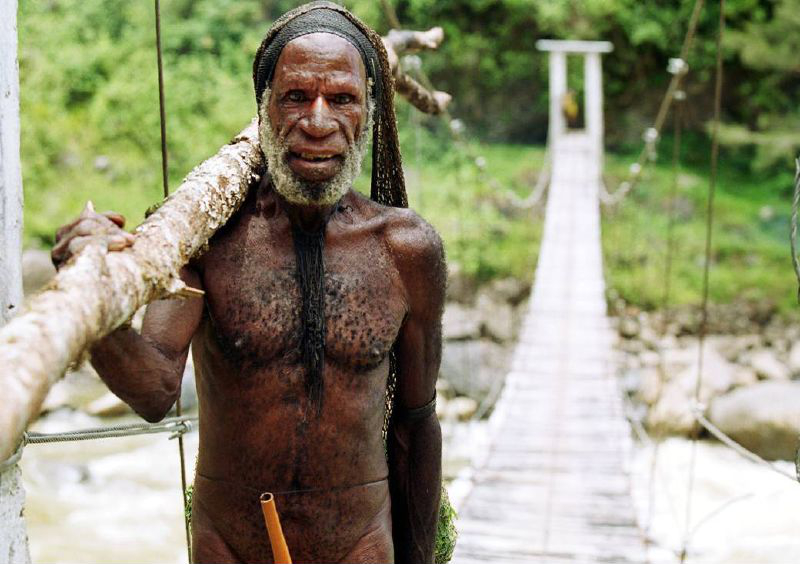
Papuaș
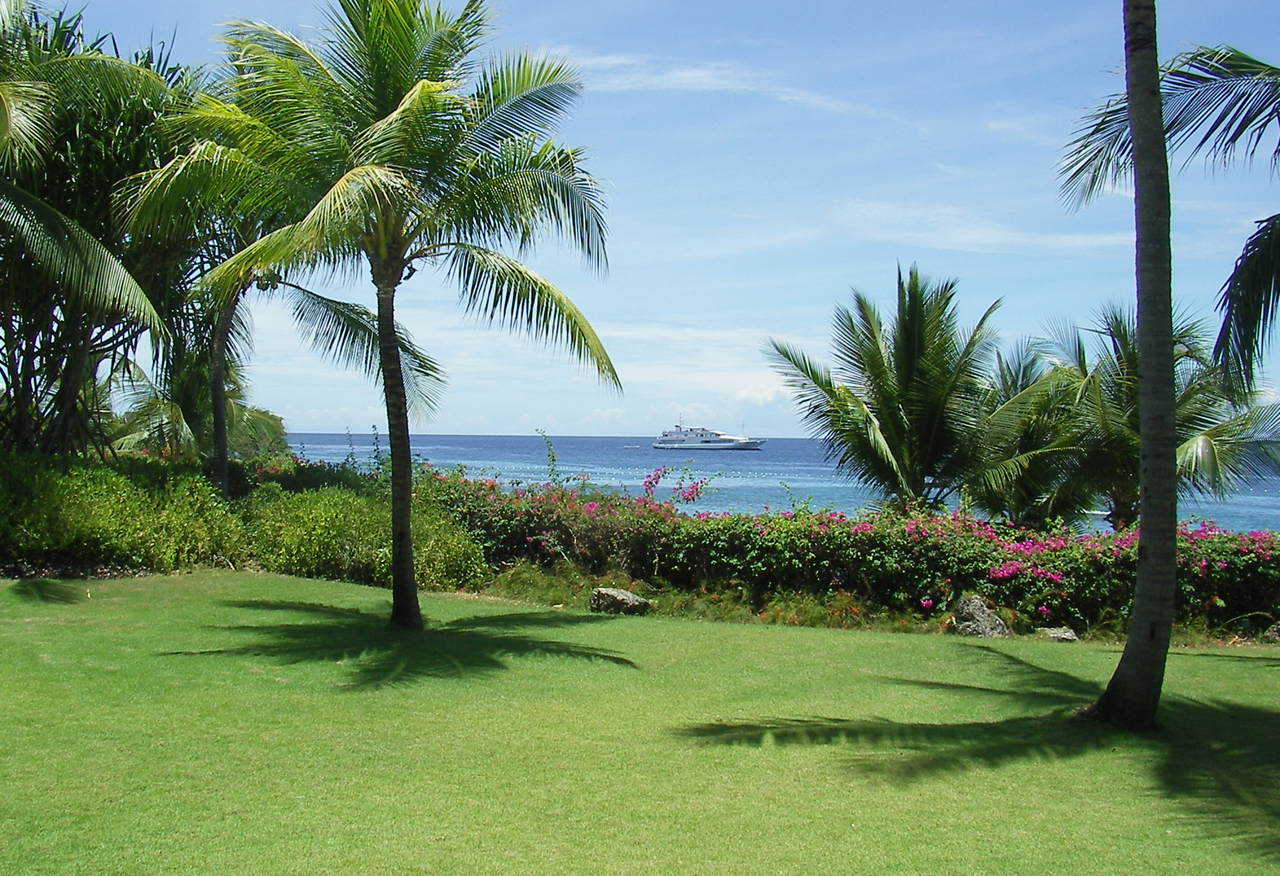
Regiune tropicală
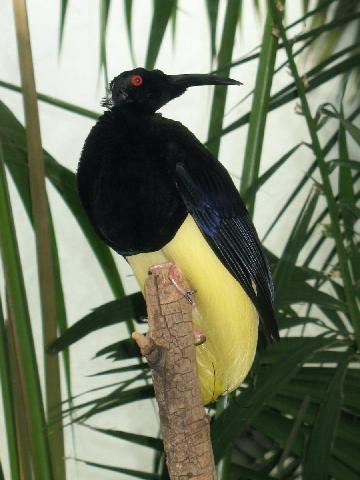
Pasărea paradis
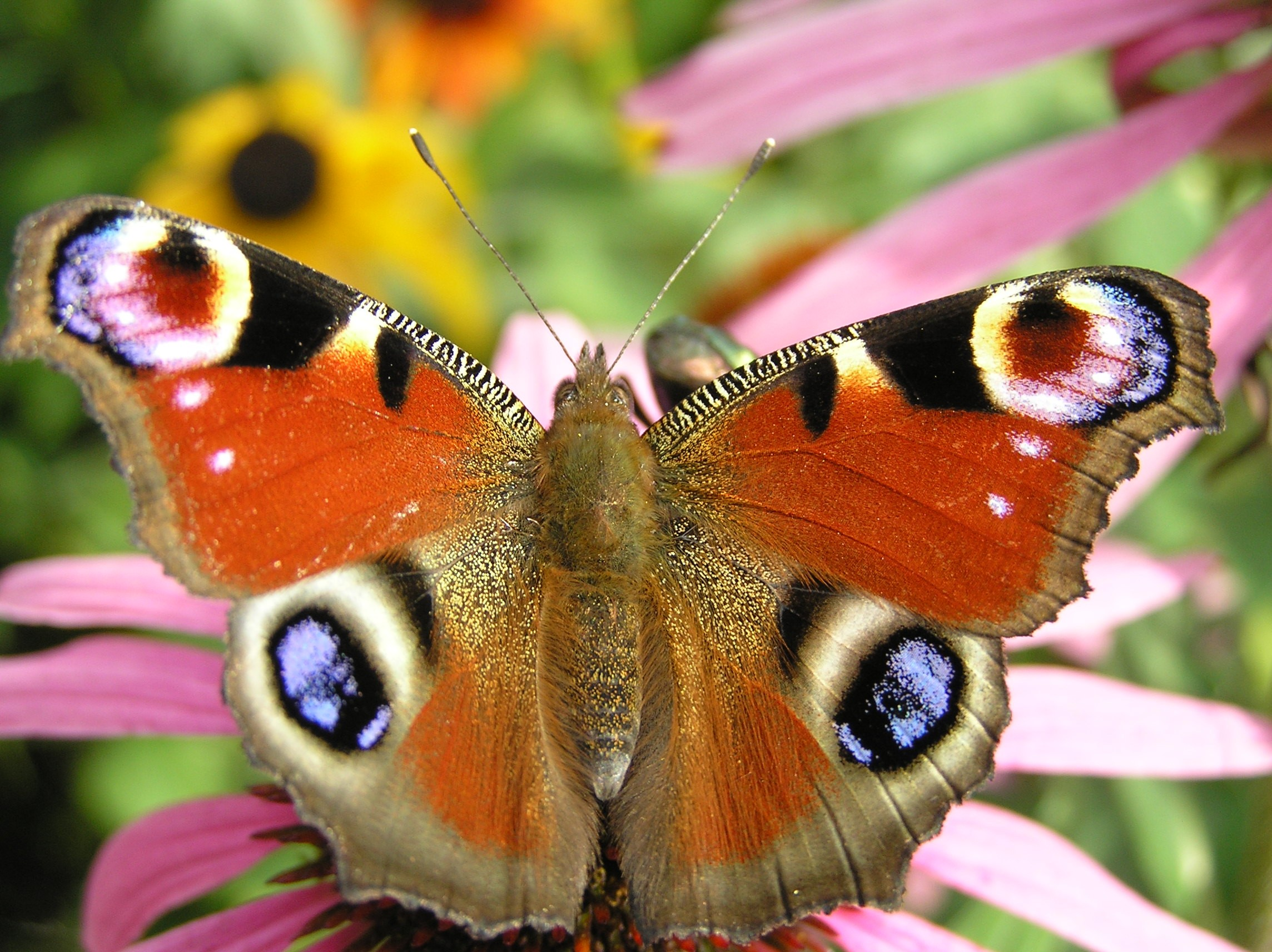
Fluturi